# Mount Melbourne
Mount Melbourne – wulkan drzemiący położony na wybrzeżu Morza Rossa, na Antarktydzie, o wysokości około 2732 m n.p.m.

## Charakterystyka

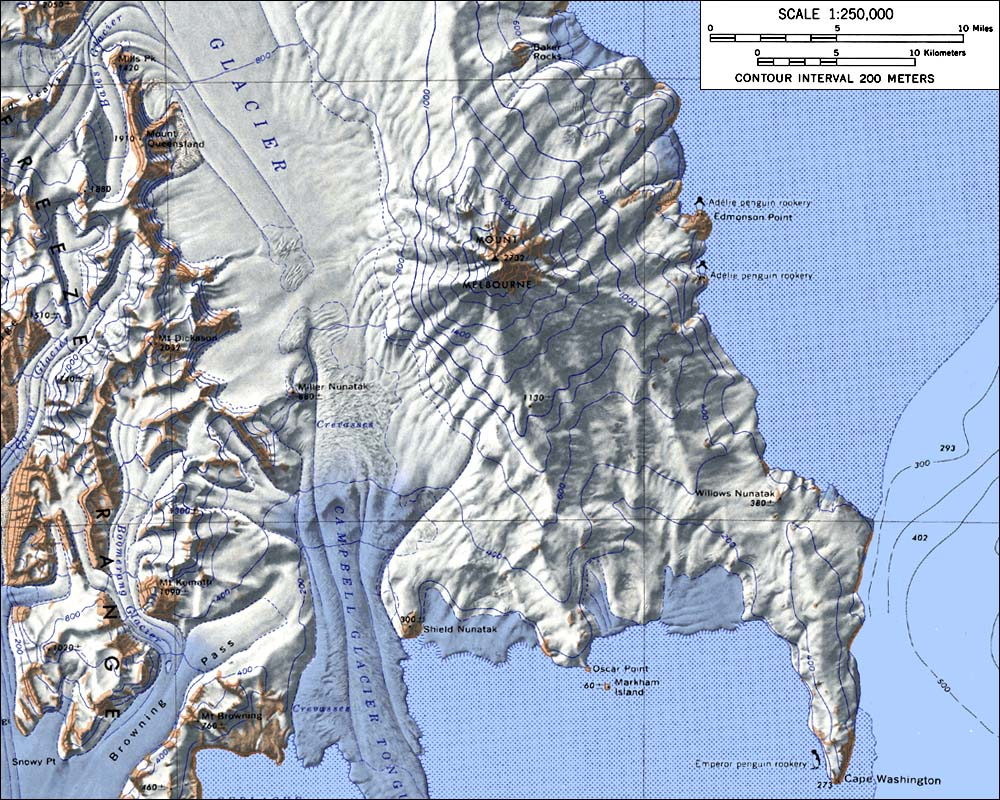
Mapa wulkanu i jego otoczenia

Jest to duży stratowulkan pokryty przez lodowce, który znajduje się w północnej części Ziemi Wiktorii, w obrębie łańcucha Gór Transantarktycznych. Wulkan znajduje się na wysuniętym fragmencie wybrzeża, pomiędzy zatokami Wood Bay i Terra Nova. Został odkryty w 1841 przez kapitana Jamesa Rossa i nazwany na cześć lorda Melbourne, ówczesnego brytyjskiego premiera.
Mount Melbourne leży w centrum pola wulkanicznego rozciągającego się wzdłuż linii północ-południe. Na szczycie i zboczach wulkanu znajdują się kopuły lawowe i młode stożki. Jego ostatnia erupcja miała miejsce pomiędzy 1862 a 1922. Obecnie aktywność wulkanu przejawia się w postaci czynnych fumaroli, tworzących wieże lodowe.

## Ochrona
Szczyt Mt. Melbourne był objęty ochroną jako Szczególnie Chroniony Obszar Antarktyki nr 118 (Summit of Mount Melbourne) o powierzchni 6 km². Wyznaczono go dla ochrony lokalnego środowiska, istniejące dzięki energii geotermalnej, która utrzymuje podwyższoną temperaturę gruntu. Umożliwia to rozwój unikalnego ekosystemu, zawierającego gatunki endemiczne. Występują tu mchy, wątrobowce, glony i jeden gatunek ameby skorupkowej (Corythion dubium). W 2014 roku zatwierdzono nowy plan ochrony przyrody; trzy obszary aktywności geotermalnej u szczytu Mount Melbourne zostały włączone w skład nowego Szczególnie Chronionego Obszaru Antarktyki nr 175 (High Altitude Geothermal sites of the Ross Sea region). Obejmuje on również fragmenty szczytów wulkanów Mount Erebus i Mount Rittmann, gdzie także występuje aktywność geotermalna. Utrzymano zakaz wstępu na fragment południowego obrzeża krateru Mount Melbourne (Cryptogam Ridge), ustanowiony dla ochrony flory.
U stóp wulkanu, na przylądku Edmonson Point, znajdują się dwie kolonie pingwinów Adeli, które są objęte ochroną w ramach Szczególnie Chronionego Obszaru Antarktyki nr 165 (Edmonson Point, Wood Bay, Ross Sea).